# Da Mouth of Madness
Da Mouth of Madness, artiestennaam van Sietse van Daalen (Leeuwarden, 19 augustus 1974) is een Nederlandse "Master of Ceremony" (MC) in de hardcore housescene.
Van Daalen begon zijn carrière samen met DJ Uzi. Oorspronkelijk vormden zij de hiphopformatie 2 Damn Dope. In 1994 stapten ze over op hardcore house. Hun eerste optreden was op het feest 7 Gates 2 Hell in Deinum, kort daarna gevolgd door een optreden op Thunderdome on tour. Hun optreden op dit feest leidde tot verdere samenwerking met organisator ID&T. In 1996 stonden ze samen op Thunderdome '96 in Leeuwarden, Mysteryland, The Love Parade in Berlijn en ze reisden mee met "Thunderdome on Tour". In 1997 werd Van Daalen naast Gabber Piet een van de presentatoren van TMF's Hakkeeh, waarmee hij ruim 42 afleveringen heeft gemaakt. Nadat Gabber Piet het programma verliet deed hij de presentatie met Richard Koek (Drokz).

## Carrière
Ook als solo-artiest was hij presentator van onder andere Thunderdome, Defqon.1, Mysteryland, Dominator, Masters Of Hardcore en Q-Base. Tegenwoordig is hij vooral actief met Belgische organisatie Footworxx. In het buitenland was hij onder andere actief in Duitsland, België, Engeland, Schotland, Rusland en Spanje. In 2015 bracht hij het album "Old Dog New trixx" uit. Dit album is tot nu toe het enige hardcore album van een MC die uitkwam als hardcopy. Sinds 2019 is hij de vaste MC van Dr. Peacock.

## Radio Host
Bijna 8 jaar presenteerde hij samen met André van Zuijlen (MC Justice) Thunderdome Radio. In 2014 nam Van Daalen samen met drie andere vrienden het radiostation Gabber.FM over. Op dit online radiostation heeft hij elke woensdag een radioprogramma genaamd Lock and Load radio en een keer in de maand presenteert hij met Andre en Arjen (MC Justice en Kosmixx) het programma Footworxx Radio.